# Виейра, Патрик
Патри́к Донале́ Виейра́ (фр. Patrick Donalé Vieira; род. 23 июня 1976, Дакар) — французский футболист и футбольный тренер. Чемпион мира 1998 года и Чемпион Европы 2000 года
Выступал на позиции полузащитника. Главный тренер итальянского «Дженоа».
Чемпион мира 1998 года. Чемпион Европы 2000 года. Завершил игровую карьеру в 2011 году.
Получил широкую известность, будучи игроком лондонского «Арсенала» в период с 1996 по 2005 год. Тогда он завоевал три титула чемпиона Англии и четыре Кубка Англии, в 2002 году стал капитаном клуба. Он провёл один сезон в «Ювентусе» перед тем, как перейти в «Интернационале» после разжалования бывшего клуба в Серию B, связанного со скандалом с договорными матчами. Он провёл за сборную Франции 107 матчей, завоевав в её составе несколько титулов, включая титул чемпиона мира 1998 и золото чемпионата Европы 2000 года. Являлся капитаном сборной.

## Профессиональная клубная карьера

### Ранние годы
Виейра родился 23 июня 1976 года в Сенегале, в среде выходцев из Кабо-Верде. Его матери было всего 17 лет, когда он родился, но у него уже был старший брат Изици Никоро. Матери трудно было растить двух сыновей в условиях нищеты, и она перевезла семью в пригороды Парижа. Маленькому Виейра тогда было 8 лет. На родину он не возвращался вплоть до 2003 года.
Будучи хорошо воспитанным мальчиком, Патрик не попал в дурную компанию, хотя и жил в одном из самых криминогенных районов города Дрё. Футбол он полюбил, когда учился в лицее, где его заметили функционеры клуба «Канн». За первую команду он дебютировал в возрасте 17 лет, а в 19 уже носил капитанскую повязку. В это время, летом 1995 года, им всерьёз заинтересовался итальянский гранд «Милан», попав в который, молодой Патрик большей частью пребывал в резерве, появившись на поле в составе первой команды лишь пять раз (из них дважды в матчах Серии А).

### «Арсенал» (Лондон)
Летом 1996 года новый тренер лондонского «Арсенала» Арсен Венгер пожелал как можно быстрее заполучить талантливого Виейра, пока тот не закрепился в Италии. Высокий рост, выдержка и физическая сила помогли Патрику в кратчайшее сроки обосноваться в Англии. Благодаря своему самообладанию и прекрасным пасам он стал неотъемлемой частью традиционной для Венгера линии атаки.
Первый матч за новый клуб Виейра провёл 16 сентября 1996 года, когда «канониры» принимали «Шеффилд Уэнсдей» на стадионе «Хайбери». Образовав надёжную пару в центре поля с Эммануэлем Пети, он оформил «золотой дубль», выиграв чемпионат и кубок уже во втором своём английском сезоне (1997/98).
Первые годы Виейра в «Арсенале» были ознаменованы его частыми недисциплинированными поступками. Так, в сезоне Премьер-лиги 2000/01 он был удалён в двух матчах подряд, однако по возвращении он не получал карточек на протяжении 28 матчей. Ещё в матче того сезона с «Вест Хэм Юнайтед» Патрик был удалён за плевок в лицо игроку противников Нилу Раддоку, а, уходя в подтрибунное помещение, успел ещё и подраться с полицейским. После этого инцидента футболисту были назначены рекордный для английской Премьер-лиги штраф (более 70 тысяч долларов США) и дисквалификация на 7 матчей. Всего за свою карьеру Виейра был удалён 12 раз (9 раз как игрок «Арсенала», 2 раза за «Ювентус» и 1 раз за «Интер»). Несмотря на это, в жизни он всегда оставался скромным человеком.
В 2002 году «Арсенал» опять отметился «золотым дублем». По окончании этого сезона Патрик занял место капитана команды, оставленное Тони Адамсом, завершившим карьеру. Повысившаяся ответственность заставила игрока стать более сдержанным и дисциплинированным. Виейра пропустил выигранный его командой финал Кубка Англии 2003, однако поднял над собой завоёванный кубок вместе с вице-капитаном Дэвидом Симэном.
В чемпионате 2003/04 «Арсенал» добился исторического достижения: не потерпел ни одного поражения в выигранном турнире. В первой половине сезона он выбыл из-за травмы, его заменял Рэй Парлор. Патрику удалось восстановиться к домашнему матчу Лиги чемпионов против московского «Локомотива», в котором его команде удалось одержать победу 2:0 и квалифицироваться в 1/8 финала с первого места из группы. К концу сезона Виейра рассматривался как лучший в мире полузащитник и получил солидные предложения о переходе от мадридского «Реала» и «Челси», которые были готовы выложить более 30 миллионов фунтов за его услуги. Последним официальным матчем в форме «канониров» для Патрика стал финал Кубка Англии 2005 против «Манчестер Юнайтед». В основное и дополнительное время матча счёт не был открыт, а в серии пенальти решающим оказался удар капитана лондонцев: его последнее касание мяча в английской карьере стало победным. Всего в официальных матчах за «Арсенал» Виейра появился 407 раз и забил 33 гола.
Он вернулся в клуб 22 июня 2006 года, чтобы принять участие в первом матче на «Эмирейтс» и последнем для Денниса Бергкампа против амстердамского «Аякса». Виейра расценивается как лучший полузащитник «Арсенала» всех времён и, несмотря на свой отъезд, остаётся фаворитом большинства болельщиков команды. В музее клуба «The Armoury», расположенном на стадионе, имеется картина, на которой изображены 14 лучших футболистов клуба всех времён, куда входит и Патрик.

### «Ювентус»
Став звездой в «Арсенале», Виейра стал объектом внимания сильнейших клубов мира, таких как «Манчестер Юнайтед». Также сообщалось, что, добившись успехов во внутренних соревнованиях Англии, Патрик был обеспокоен отсутствием международных клубных титулов. В 2004 году он отверг заманчивое предложение от «Реала».
Годом позже Виейра всё-таки покинул «Хайбери». 14 июля 2005 года «Арсенал» принял предложение в 13,7 миллионов фунтов от итальянского «Ювентуса», и футболист подписал пятилетний контракт на следующий день. В своей автобиографии главной причиной этого перехода он называет нейтральное отношение лондонцев к предложению туринцев.
Тренер Фабио Капелло, с которым Патрик пересёкся ещё во времена своего пребывания в «Милане» использовал Виейра в центре поля, где его партнёрами стали чех Павел Недвед и бразилец Эмерсон. Он помог «Старой Синьоре» сделать самый лучший старт в чемпионате за всю её историю. В итоге «Ювентус» остался на первой строчке турнирной таблицы после последнего тура.
По иронии судьбы, в четвертьфинале Лиги чемпионов сезона 2005/06 новый клуб Виейра встречался с «Арсеналом», который победил в двухматчевом противостоянии со счётом 2:0. В первом матче на «Хайбери» Патрик получил жёлтую карточку, которая не позволила ему принять участие в ответной игре на «Делле Альпи» 5 апреля 2006 года. В лондонском матче Виейра получил довольно сильный удар по ногам от бывшего одноклубника и товарища по сборной Робера Пиреса. Досаде Патрика не было предела, когда Сеск Фабрегас открыл счёт после комбинации, разыгранной Пиресом. Пирес в шутку язвительно заметил, что это был первый за 13 лет случай, когда он смог превзойти Виейра в физическом плане.

### «Интернационале»

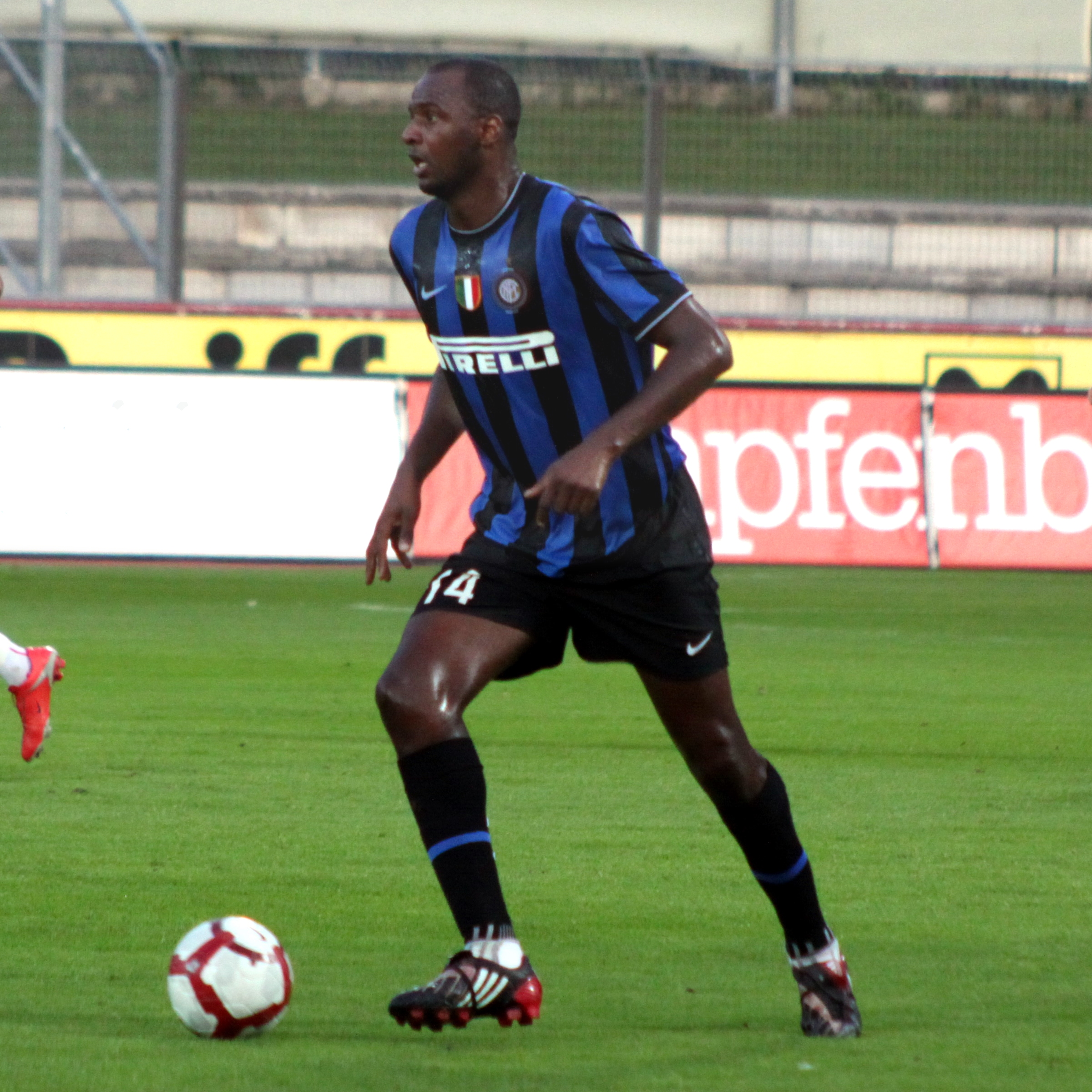
Виейра в составе «Интера»

Летом 2006 года «Ювентус» был лишён двух своих последних чемпионских титулов и отправлен в Серию B с 17-очковым штрафом. Многие игроки поспешили разорвать свои контракты с терпящим бедствие клубом и начали искать новые места для работы. Хотя пресса сватала Виейра то в «Манчестер Юнайтед», то обратно в «Арсенал», 2 августа 2006 года он подписал четырёхлетний контракт с миланским «Интером» — новоиспечённым обладателем скудетто. Сумма новой сделки составила 9,5 миллионов евро, хотя годом ранее «Ювентус» раскошелился на сумму почти в два раза большую.

### «Манчестер Сити»
14 июля 2011 года Виейра объявил о завершении карьеры игрока и занял должность исполнительного директора по футбольному развитию в клубе «Манчестер Сити». После увольнения тренерского штаба Роберто Манчини в конце сезона 2012/13 стал главным тренером молодёжного состава клуба.

### Кричалка болельщиков «Арсенала»
Болельщики канониров придумали для своего кумира кричалку, которой поддерживали его на поле. Слова были положены на музыку известной песни Дина Мартина Volare

Вииейрра.. О-О-О.. Вииейрра.. О-О-О-О.. Он приехал из Сенегала, Он игрок «Арсенала».. Вииейрра..
Оригинальный текст (англ.)Viiieirra.. O-O-O.. Viiieirra.. O-O-O-O.. He comes from Senegal, He plays for Arsenal.. Viiieirraaa..

## Карьера всборной Франции
На Летней Олимпиаде 1996 года в Атланте Патрик был членом французской футбольной сборной, но не вышел на поле ни разу, а французы остановились на стадии четвертьфинала.
Виейра дебютировал за первую сборную Франции в 1997 году, будучи игроком «Арсенала». Это была товарищеская игра в Париже против Нидерландов, которая закончилась победой хозяев со счётом 2:1. Далее Виейра был включён в заявку команды на домашний чемпионат мира 1998 года. На мировом первенстве он сыграл в двух матчах: на групповом этапе участвовал в матче против датчан, а также вышел на 76-й минуте финальной игры на замену Юрию Джоркаеффу. В этой игре с его передачи забил Эммануэль Пети, который установил окончательный счёт матча — победу 3:0 над Бразилией.
На чемпионат Европы 2000 года в Нидерландах и Бельгии Виейра отправился как игрок стартового состава сборной. Победив в финале сборную Италии, Патрик и его партнёры стали чемпионами континента.
В 2001 году Виейра выиграл со сборной Кубок конфедераций, проводившийся в Японии и Корее в преддверии чемпионата мира, который проводился там в 2002 году. В финале всё решил единственный гол Патрика в ворота сборной Японии. На чемпионате же мира французы, не забив ни одного гола, не смогли выйти из группы, а Виейра сыграл во всех трёх матчах.
Успешно преодолев групповой турнир чемпионата Европы 2004 года в Португалии, французы лишились травмированного Патрика, после чего сенсационно уступили в четвертьфинале греческой сборной — будущему победителю европейского первенства.
После Евро-2004 из сборной ушёл Зинедин Зидан и капитанская повязка перешла к Патрику до августа 2005 года, когда Зизу решил вернуться в команду. После чемпионата Зидан вновь ушёл из сборной (и из футбола вообще), после чего Виейра вновь стал капитаном «трёхцветных».
В 2006 году Виейра участвовал на чемпионате мира в Германии. Два первых матча в группе французы сыграли вничью с командами Швейцарии и Южной Кореи, поэтому 23 июня — в день рождения Патрика — им было необходимо обыгрывать сборную Того, чтобы пройти в 1/8 финала. Поскольку в матче из-за дисквалификации не мог принять участие лидер команды Зидан, тоже отмечавший тогда день рождения, Виейра вывел команду в ранге капитана. Имениннику удалось открыть счёт в матче, а потом и помочь Тьерри Анри отметиться голом, после чего была зафиксирована победа европейцев — 2:0. В следующей игре на вылет были биты испанцы (3:1), одним голом вновь отметился Виейра. Далее команде удалось дойти до финала, где ей противостояла сборная Италии. Отыгравший все предыдущие матчи на турнире Виейра был заменён во втором тайме, вероятно получив повреждение в столкновении с итальянским защитником Фабио Каннаваро. В итоге итальянцы вырвали победу в серии пенальти (5:3) после ничьей 1:1 в основное и дополнительное время.

## Тренерская карьера
9 ноября 2015 года было объявлено о назначении Виейра по пост главного тренера клуба MLS «Нью-Йорк Сити».
11 июня 2018 года Виейра был утверждён главным тренером футбольного клуба «Ницца». Был уволен 4 декабря 2020 года после 5 поражений в пяти последних матчах — клуб занимал 11-е место в Лиге 1, а в Лиге Европы команда лишилась шансов на выход в плей-офф.
4 июля 2021 года возглавил клуб английской Премьер-лиги «Кристал Пэлас», подписав трёхлетний контракт. Под его руководством команда вышла в полуфинал Кубка Англии в сезоне-2021/22, где уступила «Челси» (0:2). 17 марта 2023 года был уволен из клуба после 12-матчевой серии без побед.
2 июля 2023 года подписал трёхлетний контракт с «Страсбуром». Под его руководством команда заняла 13-е место по итогам сезона-2023/24 Лиги 1, и 18 июля 2024 Виейра покинул клуб по обоюдному согласию.
20 ноября 2024 года возглавил итальянский «Дженоа».

## Статистика выступлений

### Выступления за клубы
|                  |                  |                  | Лига      | Лига      | Кубок | Кубок | Кубок лиги | Кубок лиги | Еврокубки | Еврокубки | Всего | Всего |
| Сезон            | Клуб             | Лига             | Игры      | Голы      | Игры  | Голы  | Игры       | Голы       | Игры      | Голы      | Игры  | Голы  |
| Франция          | Франция          | Франция          | Чемпионат | Чемпионат | Кубок | Кубок | Кубок лиги | Кубок лиги | Еврокубки | Еврокубки | Всего | Всего |
| ---------------- | ---------------- | ---------------- | --------- | --------- | ----- | ----- | ---------- | ---------- | --------- | --------- | ----- | ----- |
| 1993/94          | Канн             | Лига 1           | 5         | 0         | 1     | 0     | -          | -          | -         | -         | 6     | 0     |
| 1994/95          | Канн             | Лига 1           | 31        | 2         | 2     | 1     | 1          | 0          | 4         | 1         | 38    | 4     |
| 1995/96          | Канн             | Лига 1           | 13        | 0         | 0     | 0     | 0          | 0          | 4         | 0         | 17    | 0     |
| Италия           | Италия           | Италия           | Чемпионат | Чемпионат | Кубок | Кубок | Суперкубок | Суперкубок | Еврокубки | Еврокубки | Всего | Всего |
| 1995/96          | Милан            | Серия А          | 2         | 0         | 1     | 0     | -          | -          | 2         | 0         | 5     | 0     |
| Англия           | Англия           | Англия           | Чемпионат | Чемпионат | Кубок | Кубок | Кубок лиги | Кубок лиги | Еврокубки | Еврокубки | Всего | Всего |
| 1996/97          | Арсенал          | Премьер-лига     | 31        | 2         | 3     | 0     | 3          | 0          | 1         | 0         | 38    | 2     |
| 1997/98          | Арсенал          | Премьер-лига     | 33        | 2         | 9     | 0     | 2          | 0          | 2         | 0         | 46    | 2     |
| 1998/99          | Арсенал          | Премьер-лига     | 34        | 3         | 7     | 1     | 0          | 0          | 3         | 0         | 44    | 4     |
| 1999/00          | Арсенал          | Премьер-лига     | 30        | 2         | 3     | 0     | 0          | 0          | 14        | 0         | 47    | 2     |
| 2000/01          | Арсенал          | Премьер-лига     | 30        | 6         | 6     | 1     | 0          | 0          | 12        | 0         | 48    | 7     |
| 2001/02          | Арсенал          | Премьер-лига     | 36        | 2         | 7     | 0     | 0          | 0          | 11        | 1         | 54    | 3     |
| 2002/03          | Арсенал          | Премьер-лига     | 24        | 3         | 6     | 0     | 0          | 0          | 12        | 1         | 42    | 4     |
| 2003/04          | Арсенал          | Премьер-лига     | 29        | 3         | 6     | 0     | 2          | 0          | 7         | 0         | 44    | 3     |
| 2004/05          | Арсенал          | Премьер-лига     | 32        | 6         | 6     | 1     | 0          | 0          | 6         | 0         | 44    | 7     |
| Италия           | Италия           | Италия           | Лига      | Лига      | Кубок | Кубок | Суперкубок | Суперкубок | Еврокубки | Еврокубки | Всего | Всего |
| 2005/06          | Ювентус          | Серия А          | 31        | 5         | 3     | 0     | 1          | 0          | 7         | 0         | 42    | 5     |
| 2006/07          | Интернационале   | Серия А          | 20        | 1         | 3     | 0     | 1          | 2          | 4         | 1         | 28    | 4     |
| 2007/08          | Интернационале   | Серия А          | 16        | 3         | 3     | 0     | 1          | 0          | 3         | 0         | 23    | 3     |
| 2008/09          | Интернационале   | Серия А          | 19        | 1         | 2     | 0     | -          | -          | 3         | 0         | 24    | 1     |
| 2009/10          | Интернационале   | Серия А          | 12        | 1         | 1     | 0     | 1          | 0          | 2         | 0         | 16    | 1     |
| Англия           | Англия           | Англия           | Лига      | Лига      | Кубок | Кубок | Кубок лиги | Кубок лиги | Еврокубки | Еврокубки | Всего | Всего |
| 2009/10          | Манчестер Сити   | Премьер-лига     | 13        | 1         | 1     | 0     | 0          | 0          | -         | -         | 14    | 1     |
| 2010/11          | Манчестер Сити   | Премьер-лига     | 15        | 2         | 8     | 3     | 1          | 0          | 8         | 0         | 32    | 5     |
| Всего            | Франция          | Франция          | 49        | 2         | 3     | 1     | 1          | 0          | 8         | 1         | 61    | 4     |
| Всего            | Италия           | Италия           | 100       | 11        | 13    | 0     | 4          | 2          | 21        | 1         | 138   | 14    |
| Всего            | Англия           | Англия           | 307       | 32        | 58    | 6     | 12         | 0          | 76        | 2         | 453   | 40    |
| Всего за карьеру | Всего за карьеру | Всего за карьеру | 456       | 45        | 74    | 7     | 17         | 2          | 105       | 4         | 652   | 58    |

### Выступления за сборную
| Франция | Франция | Франция |
| Год     | Игры    | Голы    |
| ------- | ------- | ------- |
| 1997    | 5       | 0       |
| 1998    | 5       | 0       |
| 1999    | 8       | 0       |
| 2000    | 17      | 0       |
| 2001    | 13      | 2       |
| 2002    | 12      | 2       |
| 2003    | 5       | 0       |
| 2004    | 11      | 0       |
| 2005    | 7       | 0       |
| 2006    | 17      | 2       |
| 2007    | 4       | 0       |
| 2008    | 2       | 0       |
| 2009    | 1       | 0       |
| Всего   | 107     | 6       |

### Голы за сборную Франции
| №  | Дата            | Место                                            | Противник        | Счёт | Итог | Соревнование                   |
| -- | --------------- | ------------------------------------------------ | ---------------- | ---- | ---- | ------------------------------ |
| 1  | 30 мая 2001     | Тэгу, Тэгу, Республика Корея                     | Республика Корея | 2:0  | 5:0  | Кубок конфедераций 2001        |
| 2  | 10 июня 2001    | Международный стадион Йокогама, Йокогама, Япония | Япония           | 1:0  | 1:0  | Кубок конфедераций 2001        |
| 3  | 13 февраля 2002 | Стад де Франс, Сен-Дени, Франция                 | Румыния          | 1:0  | 2:1  | Товарищеский матч              |
| 4. | 12 октября 2002 | Стад де Франс, Сен-Дени, Франция                 | Словения         | 1:0  | 5:0  | Квалификация Евро-2004         |
| 5. | 23 июня 2006    | Рейн Энерги, Кёльн, Германия                     | Того             | 1:0  | 2:0  | Чемпионат мира по футболу 2006 |
| 6. | 27 июня 2006    | АВД-Арена, Ганновер, Германия                    | Испания          | 2:1  | 3:1  | Чемпионат мира по футболу 2006 |

## Тренерская статистика
| Команда       | Страна  | С              | По             | Результаты | Результаты | Результаты | Результаты | Результаты | Результаты | Результаты | Результаты |                                           |
| Команда       | Страна  | С              | По             | И          | В          | Н          | П          | МЗ         | МП         | РМ         | % побед    |                                           |
| ------------- | ------- | -------------- | -------------- | ---------- | ---------- | ---------- | ---------- | ---------- | ---------- | ---------- | ---------- | ----------------------------------------- |
| Нью-Йорк Сити | США     | 1 января 2016  | 11 июня 2018   | 90         | 40         | 22         | 28         | 151        | 137        | +14        | 044,44     | [ 21 ] [ 22 ] [ 23 ] [ 24 ] [ 25 ] [ 26 ] |
| Ницца         | Франция | 11 июня 2018   | 4 декабря 2020 | 89         | 35         | 22         | 32         | 106        | 115        | −9         | 039,33     | [ 27 ] [ 28 ] [ 29 ]                      |
| Кристал Пэлас | Англия  | 4 июля 2021    | 17 марта 2023  | 74         | 22         | 25         | 27         | 84         | 87         | −3         | 029,73     |                                           |
| Страсбур      | Франция | 2 июля 2023    | 18 июля 2024   | 38         | 13         | 10         | 15         | 48         | 52         | −4         | 034,21     |                                           |
| Дженоа        | Италия  | 20 ноября 2024 |                | 27         | 9          | 9          | 9          | 31         | 27         | +4         | 033,33     |                                           |
| Итого         | Итого   | Итого          | Итого          | 318        | 119        | 88         | 111        | 420        | 418        | +2         | 037,42     | —                                         |

## Достижения

### Командные
«Милан»
- Чемпион Италии: 1995/96

«Арсенал»
- Чемпион Англии (3): 1997/98, 2001/02, 2003/04
- Обладатель Кубка Англии (4): 1997/98, 2001/02, 2002/2003, 2004/05
- Обладатель Суперкубка Англии (3): 1998, 1999, 2002

«Интернационале»
- Чемпион Италии (4): 2006/07, 2007/08, 2008/09, 2009/2010
- Обладатель Кубка Италии: 2009/2010
- Обладатель Суперкубка Италии (2): 2006, 2008

«Манчестер Сити»
- Обладатель Кубка Англии: 2010/11

Сборная Франции
- Чемпион мира: 1998
- Чемпион Европы: 2000
- Обладатель Кубка конфедераций: 2001
- Серебряный призёр чемпионата мира: 2006

### Личные
- Кавалер Ордена Почётного легиона: 1998
- Игрок сезона английской Премьер-лиги: 2000/01
- Включён в состав команды года по версии ПФА (6): 1998/99, 1999/00, 2000/01, 2001/02, 2002/03, 2003/04
- Входит в состав символической сборной года по версии УЕФА: 2001
- Футболист года во Франции: 2001
- Входит в состав символической сборной чемпионата Европы 2000
- Член символической сборной чемпионата мира 2006
- Включён в список FIFA 100: 2004
- Включён в Зал славы английского футбола: 2014
- Обладатель награды АФЖ за заслуги перед футболом: 2016
- Golden Foot: 2019 (в номинации «Легенды футбола»)
- Включён в Зал славы английской Премьер-лиги: 2022